# Laboratoire Matériaux et Phénomènes quantiques
Le laboratoire Matériaux et Phénomènes Quantiques (MPQ) est une unité de recherche française créée en 2005 sur la matière condensée, l’électronique mésoscopique et les dispositifs quantiques.

## Historique
Le laboratoire Matériaux et Phénomènes Quantiques (MPQ) est une Unité Mixte de Recherche d'Université Paris-Cité et du CNRS. Il avait  été créé en 2005 sous la cotutelle de l'Université Paris Diderot et du CNRS et s'est installé en 2007 sur le nouveau campus « Paris-Rive-Gauche ». 

## Recherches
L'objectif de ses recherches est d'utiliser les propriétés de la mécanique quantique pour créer de nouveaux matériaux et de nouveaux dispositifs électroniques et optiques.
Les projets de recherche du laboratoire associent la technologie et la physique fondamentale.
Les activités d’« ingénierie quantique » font partie de l'originalité et du caractère innovant du laboratoire, elles permettent de contrôler les phénomènes naturels à l'échelle du nanomètre (dispositifs quantiques) et la synthèse de matériaux artificiels (matériaux quantiques).

### Organisation
Le laboratoire compte 110 personnes environ :
- Permanents enseignant-chercheurs, chercheurs, ITA[3] (CNRS) et BIATSS[4] (Université) ;

- Non permanents post-doctorants, doctorants et stagiaires.

Sept équipes travaillent sur les « dispositifs quantiques » et les « matériaux quantiques » :
-Conception, réalisation et caractérisation de dispositifs quantiques : 
- DON (Dispositifs Optiques Nonlinéaires)[5]
- QITE (Quantum Information and Technologies)[6],[7]
- TELEM (Transport Électronique à l’Échelle Moléculaire)[8]

-Compréhension des propriétés quantiques des matériaux :
- MeANS (Microscopie Electronique Avancée et Nano-Structures)
- SQUAP (Spectroscopie de QUAsi-Particules)
- STM (Auto-organisation de nanostructures et Microscopie à effet tunnel)

-Études théoriques transversales pour mieux comprendre les phénomènes observés et prédire de nouvelles propriétés de la matière :
- THEORIE[9]

L'optique quantique intégré développé dans les équipes DON, QITE et THEORIE permet par exemple de réaliser des sources de lumière à de nouvelles longueurs d'onde, des détecteurs opto-mécaniques à la limite quantique  ou encore des sources de photons intriquées pour la cryptographie quantique. Les transistors à nanotubes de carbone ou utilisant des matériaux organiques étudiés par l'équipe TELEM proposent des solutions alternatives au dispositifs en silicium utilisés actuellement.
L'équipe MeANS étudie les processus de dégradation des nanoparticules et des nanotubes de carbone, que l'on peut retrouver dans nos poumons ! Les supraconducteur à haute température caractérisés par l'équipe SQUAP sont également des matériaux quantiques fascinants qui pourraient révolutionner l'énergie et les transports , tout comme les matériaux présentant un multiferroïsme qui présentent la particularité remarquable de coupler le spin de l'électron au champ électrique. A une échelle ultime enfin, le microscope à effet tunnel permet à l'équipe STM de contrôler l'état de spin de molécules individuelles ou encore d'étudier les propriétés structurales et électroniques de matériaux nouveaux comme le graphène.

### Évaluation du laboratoire
Le laboratoire est soumis tous les 5 ans, comme tous les laboratoires de recherche publics, à une évaluation sous l'autorité du Haut Conseil de l'évaluation de la recherche et de l'enseignement supérieur (HCERES). Le laboratoire a été évalué en 2008 et en 2013. À ces occasions des rapports d'activité sont écrits par le laboratoire  et des rapports publics d'évaluation sont produits par l'HCERES.

## Valorisation de la recherche
Le laboratoire MPQ a déposé plusieurs brevets développés par ses équipes. De 2010 à 2012 le laboratoire a déposé 4 brevets dans la photonique dont un brevet étendu aux USA et un brevet dans la supraconductivité.
Détecteur opto-mécanique d’ondes térahertz inoffensives pour les organismes vivants, applications :
- THALES[21] pour le développement de nouvelles sources et surtout de nouveaux détecteurs dans le moyen infra-rouge

- LYTID[22], une start-up créé par un ancien doctorant du laboratoire pour développer les technologies térahertz au service de l’industrie et du secteur médical [23].

Participation à la réalisation du couteau suisse moléculaire.
Dispositif photonique, ultra rapide et fonctionnant à température ambiante, favorisant la détection du rayonnement infrarouge.

## Médiatisations

### Manifestations grand public
Le laboratoire effectue chaque année des manifestations destinées au grand public et ouvre ses portes sur la recherche de ses équipes. Il participe à la fête de la science, où il réalise notamment en 2016 une présentation du laser et son histoire.

### Le skate supraconducteur
En clin d'oeil au film Retour vers le futur 2 une équipe du laboratoire construit un Hoverboard à lévitation supraconductrice (Magsurf) et le présente au public le 21 octobre 2015,.

### Émissions radiophoniques
Les chercheurs du laboratoire participent régulièrement à des émissions radiophoniques. Ainsi un échange entre Sara Ducci et Jean-Michel Gérard sur France Culture aborde la notion de la dualité onde-corpuscule pour pouvoir décrire la lumière. Sur une thématique proche, Sara Ducci a également présenté les « secrets des photons jumeaux » dans une interview de Treize minutes et leurs applications pour la cryptographie quantique. 

### Post-doctorants
Les Post-doctorants sont engagés dans des collaborations sur des sujets très variés. Nicola Bartolo, théoricien, a participé à la rédaction des textes scientifiques pour l'exposition "Language matters: Presse anglophone en France, Presses d'exil et d'immigration au Royaume-Uni et aux Etats-Unis"  (2017/2018) organisée par la bibliothèque de l'Université Paris Diderot et le réseau international Transfopress  qui fédère des chercheur.e.s du monde entier s'intéressant à l'étude de la presse en langue étrangère.

## Les prix du laboratoire
- Carlo Sirtori lauréat de l'ERC (2009)[33]
- Ivan Favero lauréat de l'ERC (2012)[34]
- Cristiano Ciuti lauréat de l'ERC (2013)[35]
- Ivan Favero lauréat du prix Fabry-de Gramont[36] (2013)
- Sara Ducci lauréate du Prix Louis-Ancel (2016)[37]
- Claire Autebert lauréate de la Bourses France L'Oréal-UNESCO Pour les Femmes et la Science (2016)[38]
- Ivan Favero lauréat de l'ERC (2017)[39]
- Carlo Sirtori lauréat du prix Charpak-Ritz (2017)[40]
- Aloyse Degiron lauréat de l'ERC (2018)[41]
- Cristiano Ciuti lauréat du Prix Friedel-Volterra (2019)

## Directeur et anciens directeurs
- 2001-2006: Vincent Berger
- 2006-2012: Sylvie Rousset
- 2012-2018 : Carlo Sirtori[42]
- depuis 2018 : Cristiano Ciuti